# Poesia (brano musicale)
Poesia è una canzone scritta da Marco Luberti e Amerigo Paolo Cassella con musica di Riccardo Cocciante, fu pubblicata nell'aprile del 1973, nell'album Pazza idea di Patty Pravo e, poco dopo, nel settembre dello stesso anno, da Riccardo Cocciante nell'omonimo album.